# Комароловка попеляста
Комароловка попеляста (Polioptila attenboroughi) — вид горобцеподібних птахів родини комароловкових (Polioptilidae). Деякими науковцями вважається підвидом комароловки каєнської (Polioptila guianensis).

## Назва
Вид названо на честь знаменитого британського телеведучого натураліста Девіда Аттенборо.

## Поширення
Ендемік Бразилії. Поширений в амазонському дощовому лісі у регіоні південніше Амазонки та західніше Мадейри.